# Domingos Soares Ferreira Penna
Domingos Soares Ferreira Penna (Mariana, 6 de junho de 1818 - Belém, 6 de janeiro de 1888) foi um naturalista brasileiro, fundador do Museu Paraense Emílio Goeldi em 1866 na cidade brasileira de Belém (Pará)/.

## Biografia
Ferreira Penna nasceu na cidade mineira de Mariana, em junho de 1818, vindo a radicar-se em Belém do Pará. Pesquisador de extensas áreas da Amazônia (como naturalista viajante do Museu Nacional), sentiu-se estimulado pela passagem, por Belém, de um naturalista suíço, Louis Agassiz, para concretizar a instauração da Sociedade Filomática do Pará, que daria origem ao Museu Paraense (atual Museu Paraense Emílio Goeldi), em 1871, do qual tornou-se seu primeiro diretor.
Em 1870, descobriu uma das mais importantes unidades fossilíferas do Terciário do Brasil: a Formação Pirabas.
Em duas cartas-relatório publicadas pelo Museu Nacional (1876; 1877), registrou suas considerações sobre os sambaquis instalados nas regiões “sombrias e pantanosas” da costa oriental do Pará, que ele escavou, mediu, topografou e cartografou, fazendo anotações sobre seu estado de conservação e principais ocorrências arqueológicas do sítio - ossos humanos, artefatos líticos e cerâmicos - descrevendo-as e localizando-as em suas camadas estratigráficas.
Em 1882, colaborou com Ladislau Netto na organização da Exposição Antropológica Nacional, levando-o em excursões científicas aos sítios arqueológicos da Ilha de Marajó e às aldeias indígenas no interior da província.
Faleceu em Belém, em 6 de janeiro de 1888.

## Obras
Deixou publicadas as seguintes obras:
- A ilha de Marajó. (1876)
- Apontamentos sobre os cerâmios do Pará. (1877)
- Índios de Marajó. (1885)